# Gabler-Saliter Bankgeschäft
Die Gabler-Saliter Bankgeschäft AG (kurz: Gabler-Saliter-Bank) ist eine inhabergeführte Privatbank in der Rechtsform der Aktiengesellschaft mit Sitz in Obergünzburg im Allgäu. Das Unternehmen ist seit seiner Gründung im Jahr 1828 in Besitz der Gründerfamilie. Geschäftsstellen befinden sich in Babenhausen, Kempten und Pforzheim (Repräsentanz).

## Geschichte

### 18. Jahrhundert
Die Ursprünge der Gabler-Saliter-Bank gehen bis auf das Jahr 1713 zurück. In diesem Jahr heiratete Johann Georg Gabler in Obergünzburg die Tochter des Saliterers Sebastian Feigele und übernahm das mühsame Geschäft der Salpeter-Gewinnung, aus dem zu dieser Zeit Schwarzpulver hergestellt wurde. Um die Einnahmen zu erhöhen, begann die Familie, bei den umliegenden Bauern erworbene Butter zu haltbarem Butterschmalz zu sieden. Das Schmalz wurde bald bis in die Schweiz und ins Elsass verkauft.

### 19. Jahrhundert
Die namensgebende Salpetersiederei wurde Mitte des 19. Jahrhunderts aufgegeben. In der Folge entstanden aus dem Schmalzgeschäft die Saliter Milchwerke.
1855 übernimmt Johann Baptist Gabler das florierende Geschäft. Dies bestand nun in der Schmalzsiederei, im Großhandel, in der Verwaltung des Grundbesitzens und im Bankwesen. Im Bankgeschäft setzte er durch den Verkauf von Pfandbriefen und Obligationen neue Akzente. Er war 18 Jahre lang Bürgermeister von Obergünzburg, schließlich auch im Landrat. Sein Name steht für die Anfänge des Stiftungswesens der Familie Gabler. Seit 1990 bietet die durch Rupert Gabler (1925–1997) gegründete Gabler-Stiftung für die Förderung von Kultur, Kunst und Wissenschaft einen festen Rahmen.
Im Jahr 1885 übernahm Johann Michael Gabler der Jüngere (1858–1936) die Leitung der Geschäfte. Er volontierte nach der Handelsschule im Bankhaus Baron von Stetten in Augsburg. Seit 1891 war er Mitglied im Konsortium zur Gründung der Münchner Bank. An der Münchner Bank war er zudem persönlich mit 200.000 Goldmark beteiligt. Mit der Erfindung und Entwicklung der Trocknung der Milch hatte er alle europäischen Patente erhalten. Mit Ende des Ersten Weltkrieges, 1919, verlor die Familie Gabler die Patente durch Enteignung. Die J.M. Gabler-Saliter Milchwerk GmbH & Co.KG stellt nach wie vor Milchpulver her.
Die Saliter Milchwerke wurden 1998 von der Allgäuer Ehrmann AG übernommen und firmieren heute als J. M. Gabler Saliter Milchwerk GmbH & Co. KG – Milchwerk, einem Tochterunternehmen des Ehrmann-Konzerns.
Das Bankgeschäft der Gablers ist seit dem 5. Januar 1828 belegt: An diesem Tag reichte Johann Michael Gabler (1794–1862) erstmals einen mit vier Prozent verzinsten Kredit über 100 Gulden aus. Noch bis 1838 verlieh er ausschließlich eigenes Kapital. In diesem Jahr gab der erste Kunde Geld gegen Zins bei ihm in Verwahrung: der Landarzt Wankmüller legte 1000 Gulden an.

### 20. Jahrhundert
Das Hauptgeschäft nach Ende des Ersten Weltkrieges – seit 1936 unter der Leitung der neu eingetretenen Brüder Hans Xaver Gabler (1891–1973) und Otto Gabler (1894–1974) – war der Verkauf von Pfandbriefen und die Hereinnahme von Spareinlagen. Unter den Nationalsozialisten hatte die Gabler-Saliter-Bank aufgrund der „politischen Unzuverlässigkeit“ der Bankinhaber sowie der Aufrechterhaltung von Geschäftsverbindungen zu jüdischen Bankhäusern einen schweren Stand.
Es gab enge geschäftliche Verflechtungen mit dem Bankhaus H. Aufhäuser in München, seit 2022 die Bank Hauck Aufhäuser Lampe Privatbank AG. Martin Aufhäuser (1875–1944) wurde der Partner von Johann Michael Gabler dem Jüngeren, insbesondere im Wertpapier- und Anleihegeschäft. 1939 musste Martin Aufhäuser ins Ausland fliehen.
Dennoch überstand die Bank auch den Zweiten Weltkrieg mit einigen Bargeldreserven. Durch die Währungsreform 1948 sank das Eigenkapital dann kurzfristig auf einige hunderttausend Mark ab. Durch den großen persönlichen Einsatz der Brüder gelang jedoch – insbesondere durch die Vermittlung von Hypotheken zur Finanzierung des Wiederaufbaus – erneut der erfolgreiche Neustart.
Unter den Brüdern Hans Xaver Gabler (1891–1973) und Otto Gabler wurde die Bank 1971 in eine rechtlich selbständige Kommanditgesellschaft, Gabler -Saliter Bank KG, umgewandelt.
Nach vollzogener Trennung von Milchwerke und Bank übernahm Jörg Gabler (1931–2025) die Leitung der Gabler-Saliter Bank KG in fünfter Generation.
Sein Bruder, Rupert Gabler, Mitinhaber der Bank seit 1973, verstarb Ende 1997. Mit Stefan Gabler, Sohn von Jörg Gabler, ist seit 1994 die sechste Generation in der Leitung der Bank tätig.
1992 wurde die Filiale in Kempten eröffnet. Im Mai 1993 eine weitere Filiale in Babenhausen.
Im April 2021 übernahm der älteste Sohn Fritz Rupert Gabler (* 1989) das Finanzierungskontor und ist als 7. Generation zusammen mit seinem Bruder Johann Baptist Gabler (* 1994) in der Bankenführung tätig.
2021 Eröffnung der Repräsentanz in Pforzheim.

### 21. Jahrhundert
Mittlerweile kann die Bank auf eine fast 200-jährige Unternehmensgeschichte zurückblicken. Zum 25. Oktober 2016 firmierte die bis zu diesem Zeitpunkt als Kommanditgesellschaft geführte Bank in eine Aktiengesellschaft um. Alle Aktien befinden sich in Familienbesitz.
Die Gabler-Saliter-Bank ist eine Universalbank. Schwerpunkt ist die Betreuung von Firmen- und Privatkunden, sowie über die Saliter Immobilien GmbH das Immobiliengeschäft. Zielkunden der Bank sind neben lokalen Gewerbebetrieben in erster Linie vermögende Privatkunden sowie Firmenkunden.

## Geschäftsfelder
Die Gabler-Saliter Bankgeschäft AG konzentriert sich auf Kreditfinanzierung, Zwischenfinanzierung von Bauträgern und Vermögensbetreuung. Das Bankhaus Gabler-Saliter unterhält mit seinen rund 40 Mitarbeitern Filialen in Obergünzburg, Kempten, Babenhausen, und Pforzheim.
Die Bank ist Mitglied im Bundesverband deutscher Banken und dessen Einlagensicherungsfonds, sowie im Geldautomaten-Verbund Cashpool.

## Tochterunternehmen
- Saliter-Immobilien GmbH, Obergünzburg (Immobilienmakler)